# Cecil Heftel

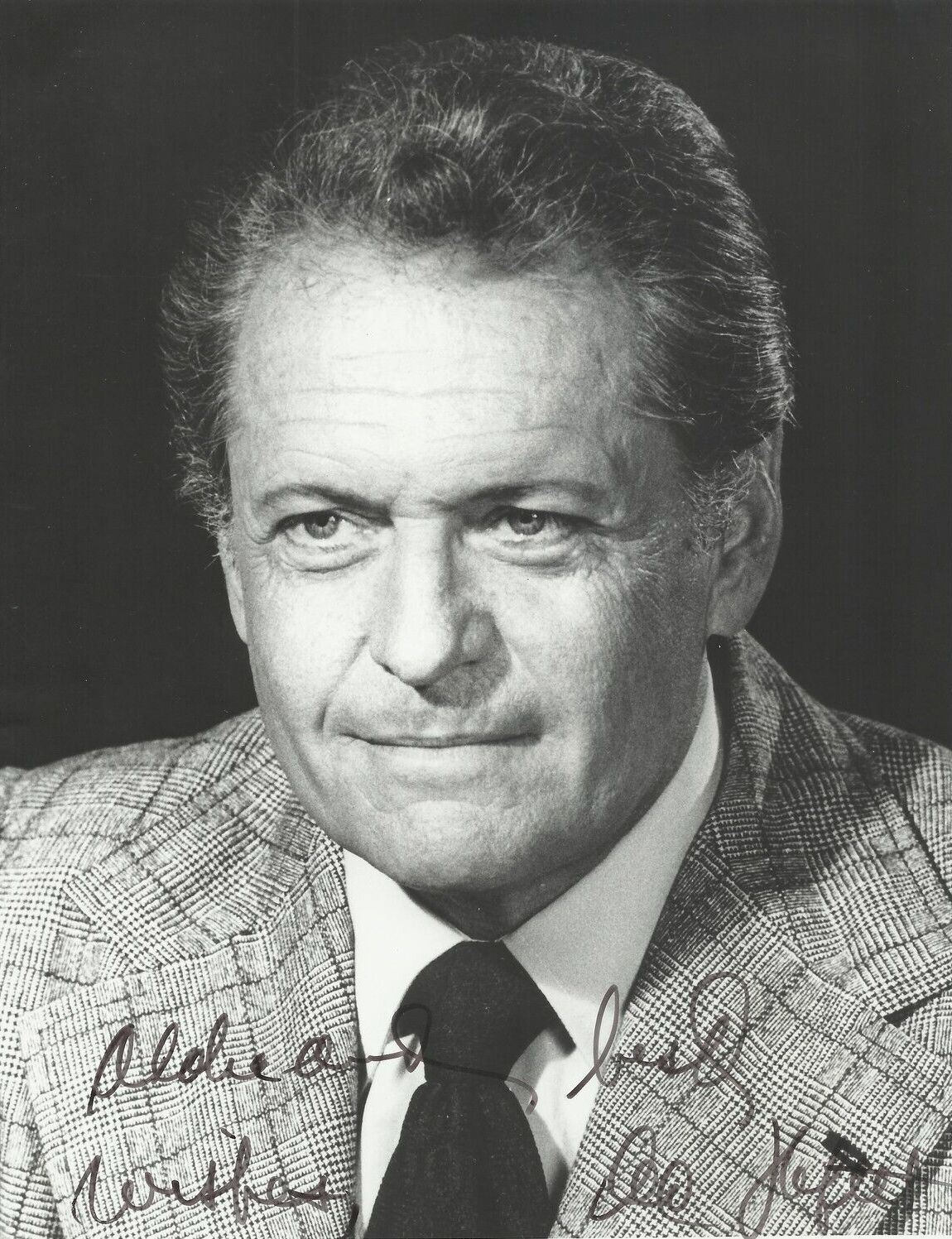
Cecil Heftel

Cecil Landau Heftel (* 30. September 1924 in Chicago, Illinois; † 5. Februar 2010 in San Diego, Kalifornien) war ein US-amerikanischer Politiker (Demokratische Partei). Zwischen 1977 und 1986 vertrat er den Bundesstaat Hawaii im US-Repräsentantenhaus.

## Frühe Jahre
Cecil Heftel besuchte die öffentlichen Schulen in Chicago. Danach studierte er bis 1951 an der Arizona State University. Später besuchte er auch noch die University of Utah und die New York University. Schließlich ließ er sich in Honolulu nieder, wo er die Heftel-Broadcasting-Gesellschaft gründete. Danach erwarb er mehrere Fernseh- und Radiosender in verschiedenen Teilen der Vereinigten Staaten. Während des Zweiten Weltkrieges war er Soldat der US Army. Auch nach dem Krieg setzte er seine geschäftliche Laufbahn im Fernseh- und Radiobereich fort.

## Politische Laufbahn
Heftel wurde Mitglied der Demokratischen Partei, deren Democratic National Convention er im Jahr 1972 als Delegierter besuchte. Im Jahr 1976 wurde er als Kandidat seiner Partei für den ersten Wahlbezirk von Hawaii in das US-Repräsentantenhaus gewählt. Dieses Mandat trat er am 3. Januar 1977 an. Nach einigen Wiederwahlen konnte er es bis zu seinem Rücktritt am 11. Juli 1986 ausüben. Er gehörte einer Kommission an, die die Vorgänge auf den Philippinen untersuchte und maßgeblich an der Absetzung von Präsident Ferdinand Marcos beteiligt war.
Im Juli 1986 legte er sein Mandat im Kongress nieder, um sich um das Amt des Gouverneurs von Hawaii zu bewerben. Diese Kandidatur scheiterte aber bereits in den Vorwahlen seiner Partei. Danach zog er sich für einige Zeit aus der Politik zurück. Im Jahr 1998 meldete er sich noch einmal zu Wort, als er gegen die gängige Praxis der Wahlkampffinanzierung protestierte.